# Umang (Bebesen)
Umang is een bestuurslaag in het regentschap Aceh Tengah van de provincie Atjeh, Indonesië. Umang telt 498 inwoners (volkstelling 2010).